# Tim M. Babcock
Tim Milford Babcock (Littlefork, 27 de outubro de 1919 - Helena, 7 de abril de 2015) foi o governador do estado de Montana de 1962 a 1969.